# ビタミンK欠乏症
ビタミンK欠乏症は、食事によるビタミンK1またはビタミンK2、あるいはその両方の摂取が不足する事で発症する。

## 兆候と症状
兆候にあざ、点状出血、血腫が見られる。
ビタミンKは肝臓でビタミンKエポキシドレダクターゼによって活性型に変化する。活性化されたビタミンKは、凝固に関与する特定のタンパク質をγ-カルボキシル化（活性化）するために使われる： 第II因子、第VII因子、第IX因子、プロテインC、プロテインSなどである。これらの因子を介して凝固カスケードを活性化することができないと、上記のような出血症状を引き起こす。
注目すべきは、ビタミンK欠乏症の検査値を調べると、プロトロンビン時間 (PT) は上昇するが、活性化部分トロンボプラスチン時間 (APTT) は正常か軽度の延長にとどまることである。ビタミンK欠乏症では、APTTでモニターされる内因性経路（F-IX）とPTでモニターされる外因性経路（F-VII）の両方の因子の活性が低下することを考えると、これは直感に反するように思われるかもしれない。しかし、第VII因子はビタミンKによってカルボキシル化される因子の中で最も半減期が短い。したがって、欠乏症の場合、活性化された第VII因子が最初に "消失"するため、最初に上昇するのはPTである。欠乏症の後期になると、（半減期の長い）他の因子が "追いつく"ことができるようになり、APTTも上昇するようになる。

## 原因
ビタミンKを合成する腸内細菌叢が未発達な乳児では、ビタミンK欠乏性出血症を発症しやすい。成人では摂取不足によるビタミンK欠乏症の発症はまれだが、脂質吸収の阻害（胆道閉塞などで起こる）、ワルファリンなどのビタミンK拮抗薬の治療的または偶発的な摂取によって発症する場合が有る。
N-methyl tetrazole thiol基（NMTT基）によるビタミンK代謝障害。

## 疫学
ビタミンK欠乏症の有病率は地域によって異なる。米国の乳児の場合、出血を伴わないビタミンK欠乏症は生後5日未満の乳児の50%にみられ、典型的な出血性疾患は0.25-1.7%にみられる。したがって、米国小児科学会の栄養委員会は、0.5～1.0mgのビタミンK1を出生直後にすべての新生児に投与することを推奨している。

国内においても日本小児科学会、日本産科婦人科学会等の学会が連名で提言を出しており：
として、乳児のビタミンK摂取を強く推奨している。
しかしながら、ビタミンK2シロップを助産師が意図的に与えず、いわゆるホメオパシーに基づく偽薬を代替として投与したことにより、ビタミンK欠乏による新生児メレナを発症し、死亡したと考えられる事故も起きている。
タイの閉経後女性や高齢女性はビタミンK2欠乏症のリスクが、若い女性の正常値と比較して高く、現在推奨されているビタミンKの投与量は少ない可能性が有る。
動脈などの軟部組織にカルシウムが沈着することは、特に動脈硬化症にはよく見られることであるが、この動脈の石灰化にビタミンKの不足が関与している可能性があり、ビタミンK欠乏症の1つとも考えられている。
腸内細菌叢は、人間が必要とするビタミンKの大部分を合成するため、これらの細菌に問題があるか、その量が不十分な場合には、ビタミンK欠乏症の危険性がある。
新生児は、生後5～7日では大腸に十分な細菌叢が形成されていないことが多いため、前述のようにこのカテゴリーに入る。また、長期的に抗生物質治療を受けている人も、正常な腸内細菌叢が減少する可能性があるため、リスクが高い。